# Fehérhét
A fehérhét a katolikus naptár szerint a húsvétot követő, fehérvasárnappal záruló hét, húsvét első hete, húsvét nyolcada (húsvétvasárnapot beleértve). Ismerik fényeshét, vagy komázóhét néven is. A görögkatolikusok fényes hétnek nevezik.

## Története
A 4. században a hét minden napja nyilvános ünnep volt munkaszünettel. A konstanzi zsinat rendeletére a 11. századtól már vasárnap, hétfő és kedd volt munkaszüneti nap, a 18. század vége után csak 2 nap maradt munkaszünetes ünnep. 1998 óta húsvéthétfő nem parancsolt ünnep.

## Liturgiája
Húsvét nyolcada nem bontja meg a húsvéti misztérium ünneplésének 50 napos egységét, ezért kiemelt, de nem kiszakított idő. Az Istentiszteleti Kongregáció húsvéti ünnepekre vonatkozó 1988-as körlevele úgy fogalmaz, hogy húsvét ötven napját – húsvétvasárnaptól pünkösdvasárnapig – mint egyetlen ünnepnapot, mint egy nagy vasárnapot örvendezve kell megülni. A fehérhét napjai az Úr főünnepeként szerepelnek, nem tartják meg a szentek emléknapjait, de hitvallás nincs a szentmisében.
A húsvéti idő olvasmányait az Ószövetség helyett az Apostolok Cselekedeteiből választják; az evangélium részletek pedig Szent János könyvéből, Jézus búcsúbeszédéből valók.
A II. vatikáni zsinatig a szentmisében minden nap énekelték a húsvéti szekvenciát (Victimae paschali laudes - A húsvéti áldozatnak dicséretet), azóta ez fakultatív. A szerzetesi zsolozsmában a responzóriumot (rövid válaszének) ez az antifóna helyettesíti: „Ez az a nap, amelyet az Úr szerzett nekünk, ujjongjunk és örvendezzünk, alleluja.”

## Népszokások
Húsvét keddjén sok helyen a húsvéthétfői locsolás viszonzásul az asszonyok, lányok öntözik meg a férfiakat. A húsvét utáni szerdát száraz szerdának nevezik, mert a néphit szerint aki ezen a napon dolgozik, annak elszárad a keze. A pihenés még abból az időből maradt fönn, amikor húsvét nyolcadát is megszentelték.
A fehérhét utolsó napjához, fehérvasárnaphoz a komálás, mátkálás szokása kapcsolódik. Ezen a napon vetették le a nagyszombaton keresztelt katekumenek a megtisztulást jelképező fehér ruhát.
Az emmauszi tanítványok és a sírból eltűnt Jézus keresésének emlékezete az Emmausz-járás, amely a középkori határjárásból ered. A földeken, a vetések között tartott körmeneten lóháton vagy gyalog, énekszóval, ereklyékkel, templomi zászlókkal megkerülték a határt, miközben termésért és védelemért imádkoztak.